# Planície de Salisbury
A Planície de Salisbury (em inglês:  "Salisbury Plain"), é um planalto de giz localizado no centro-sul da Inglaterra, cobrindo uma área de cerca de 780 km². Ela faz parte de um sistema de terras baixas de giz que se estende pelo leste e sul da Inglaterra, o Grupo de Giz. A maior parte da planície se encontra no condado de Wiltshire, mas algumas porções se estendem até Berkshire e Hampshire. A planície é famosa por seu rico patrimônio arqueológico, que inclui Stonehenge, um dos locais mais famosos do Reino Unido. Uma grande área da planície está reservada para treinamento militar, e como resultado disso, a área pouco ocupada é o maior bioma contínuo de campos calcários no noroeste europeu, correspondendo a 40% da área total desse bioma no Reino Unido. Além dos campos calcários, a planície possui florestas coníferas e de faias. Seu ponto mais elevado é a colina Easton.

## Geografia física
Os limites precisos do planalto de Salisbury nunca foram definidos, e existem diferentes opiniões sobre sua área exata. Em geral, seus limites são vagamente definidos pelos vales de rios e pelas colinas escarpadas de giz (chamadas de downlands ou downs na Inglaterra) ao seu redor. Ao norte, suas downlands escarpadas fazem fronteira com o Vale de Pewsey, e a noroeste, com o rio Bristol Avon. O sudoeste do planalto faz fronteira com o Rio Wylyle, e a leste, corre o Rio Bourne.
Amesbury é considerado o maior assentamento na planície, embora também existam vilas menores como Tilshead, Chitterne e Shrewton, além de bases militares e hamlets. A estrada A303 passa pelo sul da planície, e as estradas A345 e A360 cortam o seu centro.[carece de fontes?]